# Séverin-Mars
Séverin-Mars, pseudonimo di Armand Jean Malafayde (Bordeaux, 21 febbraio 1873 – Septeuil, 17 luglio 1921), è stato un attore francese, attivo a teatro e al cinema nel periodo del muto.

## Biografia
Nato nel 1873 in una modesta famiglia di origine basca, iniziò ad esibirsi nei teatri di Parigi alla fine del secolo comparendo in opere come Elën di Auguste de Villiers de L'Isle-Adam (1895), Mademoiselle Fifi di Oscar Méténier (1896), L'Agence Legris di Jacques Roullet (1908), Les Possédés di Henri-René Lenormand (1909) e L'Apôtre di Paul Hyacinthe Loyson (1911). In questi anni la sua carriera ebbe una prima svolta grazie all'incontro con il poeta e drammaturgo Maurice Maeterlinck, che nel 1915 gli chiese di mettere in scena Pelléas et Mélisande e Macbeth nell'Abbazia di Saint-Wandrille de Fontenelle in Normandia.
Il debutto sul grande schermo avvenne nel 1910, nel cortometraggio Il crimine del nonno di Léonce Perret, in cui esordì anche l'attrice Suzanne Mariette Arduini (la futura Suzy Prim). Nel 1913 avvenne un altro incontro decisivo per l'attore, quello con Abel Gance che lo diresse nel cortometraggio La follia del dottor Tube e negli anni successivi gli offrì ruoli importanti come quelli del compositore Damor ne La decima sinfonia (1918), di François Laurin in Per la patria (1919) e del capo meccanico Sisife in La rosa sulle rotaie (1923).
Morì a causa di un infarto nel 1921 all'età di 48 anni, poco dopo la fine delle riprese del film Le Cœur magnifique, l'unico del quale fu anche regista insieme a Jean Legrand. È sepolto insieme al figlio François-Jacques nel cimitero di Courgent, nella regione dell'Île-de-France.
Il 18 ottobre 1922, nella sala proiezione del cinema Gaumont-Palace di Parigi (chiuso nel 1973) venne inaugurato un busto in bronzo dedicato all'attore, realizzato dallo scultore Aimée Bianchi.

## Filmografia
- Il delitto del nonno (Le Crime du grand-père), regia di Léonce Perret e Jacques Roullet (1910) – Cortometraggio
- Le Duel du fou, regia di Henri Fescourt (1913) – Cortometraggio
- La follia del dottor Tube (La Folie du docteur Tube), regia di Abel Gance (1913) – Cortometraggio
- Macbeth, regista sconosciuto (1915)
- La decima sinfonia (La Dixième Symphonie), regia di Abel Gance (1918)
- L'Habit de Béranger, regia di Maurice Mariaud (1918) – Cortometraggio
- Trois familles, regia di Alexandre Devarennes (1918) – Cortometraggio
- Per la patria (J'accuse), regia di Abel Gance (1919)
- Haceldama ou le Prix du sang, regia di Julien Duvivier (1919)
- Jacques Landauze, regia di André Hugon (1920)
- Le Cœur magnifique, regia di Séverin-Mars e Jean Legrand (1920) – Cortometraggio
- La Nuit du 11 septembre, regia di Dominique Bernard-Deschamps (1922)
- L'Agonie des aigles, regia di Dominique Bernard-Deschamps e Julien Duvivier (1922)
- La rosa sulle rotaie (La Roue), regia di Abel Gance (1923)